# Soyuz TMA
Soyuz-TMA, sendo TMA de Transporte Modificado Antropométrico (em russo: транспортный модифицированный антропометрический - Transportny Modifitsirovannyi Antropometricheskii), constitui a quarta geração das espaçonaves Soyuz.
Permaneceu em serviço durante dez anos: de 2002 na missão Soyuz TMA-1 até 2012 na missão Soyuz TMA-22.
Ela tem sido usada para voos tripulados entre a Terra e a Estação Espacial Internacional, desde 2003.
A nave tem várias modificações internas em relação ao modelo Soyuz-TM, de maneira a atender aos pedidos feitos pela NASA para entrar em serviço na ISS, incluindo uma maior latitude em espaço e capacidade de peso de tripulação e um sistema mais moderno de funcionamento dos pára-quedas.
Apesar de idêntica externamente ao modelo anterior, ela tem um interior mais espaçoso, com assentos melhor desenhados e ajustáveis, e um painel de controle totalmente digital.
A nave Soyuz consiste de três partes:
- Um módulo orbital esférico
- Um pequeno e aerodinâmico módulo de reentrada
- Um módulo de serviço cilíndrico, com painéis solares acoplados.

As duas primeiras partes são o espaço habitável da aeronave, de espaço interno para locomoção maior do que as antigas naves Apollo. Ela transporta até três cosmonautas com condições de sobrevivência por até trinta dias. Os sistemas vitais de suporte à vida da nave produzem uma atmosfera de oxigênio e nitrogênio com pressurização igual ao nível do mar terrestre. A atmosfera interna é regenerada constantemente através de cilindros que absorvem a maioria do gás carbônico e da água produzida pela tripulação e os transforma em oxigênio.
Durante o lançamento, a nave é protegida por um nariz falso que é expelido assim que ela ultrapassa a atmosfera e tem um sistema de acoplagem com a ISS inteiramente automático. Ela  pode ser operada por controle remoto desde a Terra ou de maneira independente pela tripulação.

## Módulo orbital

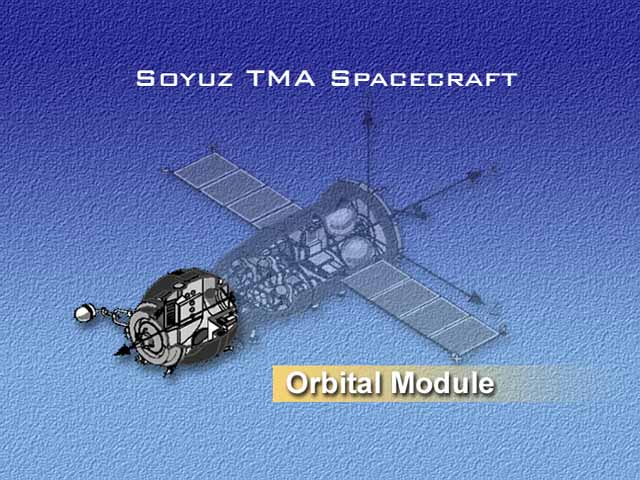
Seção superior ou frontal, o módulo orbital.

A parte frontal da espaçonave é o módulo orbital, uma esfera também conhecida como o habitat do veículo. Nele estão instalados todos os equipamentos que não são necessários para a reentrada terrestre, como os experimentos científicos, equipamentos de comunicação, câmeras, carga e é comumente usado como local de refeições, lavatório e toilete.  Nas últimas versões da Soyuz como a TMA, foi introduzida uma pequena janela, de maneira que a tripulação possa ter uma visão de frente do espaço.
Uma escotilha entre ele e o módulo de descida logo a seguir, pode ser fechada de maneira a isolá-la e criar uma câmera independente caso seja necessário numa emergência, com os cosmonautas podendo deixar o módulo por uma abertura lateral, a mesma que usam para embarcar na nave na plataforma de lançamento.

## Módulo de reentrada

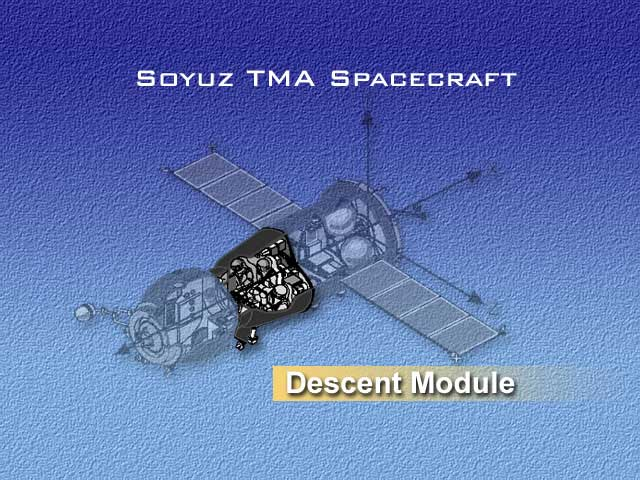
Seção central, módulo de reentrada

Este módulo é a seção do meio da nave completa e é a usada para acomodação da tripulação durante o lançamento e a volta a Terra. Possui uma cobertura resistente ao calor, para proteger o interior da abrasão causada na reentrada da atmosfera. Ele tem sua velocidade diminuída numa primeira fase pela própria atmosfera, depois por um pequeno paraquedas de serviço e finalmente pelos grandes paraquedas principais. Quando o módulo se encontra há alguns poucos metros do chão, um pequeno retrofoguete instalado atrás do escudo de calor é acionado automaticamente, suavizando ainda mais o contato com a superfície.
Um dos principais requisitos dos planejadores do módulo é que ele tivesse a maior eficiência volumétrica possível volume interno dividido pelo volume total do módulo. A melhor maneira de conseguir isto era construindo uma esfera, mas este tipo de forma não produz nenhuma elevação na superfície, o que resulta em reentradas puramente balísticas - em que se conta apenas com a resistência da atmosfera para diminuir a velocidade de reentrada. Este tipo de trajetória de reentrada é extremamente dura para os cosmonautas, devido à grande desaceleração que ela provoca e não pode ser controlada depois da queima inicial na saída da órbita e entrada na atmosfera.
Por este motivo a Soyuz possui um formato esférico com uma seção ligeiramente cônica em sua parte da frente. Este desenho permite à nave alguma elevação no formato liso de sua superfície, facilitando os comandos na reentrada e formando um escudo protetor clássico.

## Módulo de serviço

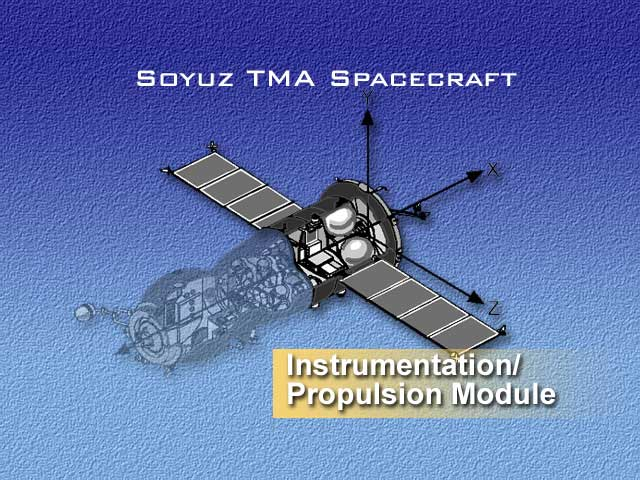
Seção inferior ou traseira, módulo de serviço.

A parte traseira e terceira seção da Soyuz é o módulo de serviço. Nele há uma espécie de container pressurizado, que contém os sistemas eletrônicos para controle de temperatura, gerador de energia elétrica, comunicações de rádio de longo alcance, radio telemetria e instrumentos de orientação e controle da nave.
Outra parte deste módulo, a última e não-pressurizada, carrega o motor da nave e os sistemas de propulsão e combustível, que proporcionam a capacidade de manobra em órbita e o empuxo para o início da descida de volta a Terra. Em seu lado externo, se encontram as antenas e os sensores de comunicação e orientação, além dos painéis solares, que se orientam pelo Sol para girar a nave no espaço.

## Medidas
A nave completa em seus três estágios possui 7,48m de altura e 2,72m de diâmetro.

## Soyuz TMA-M

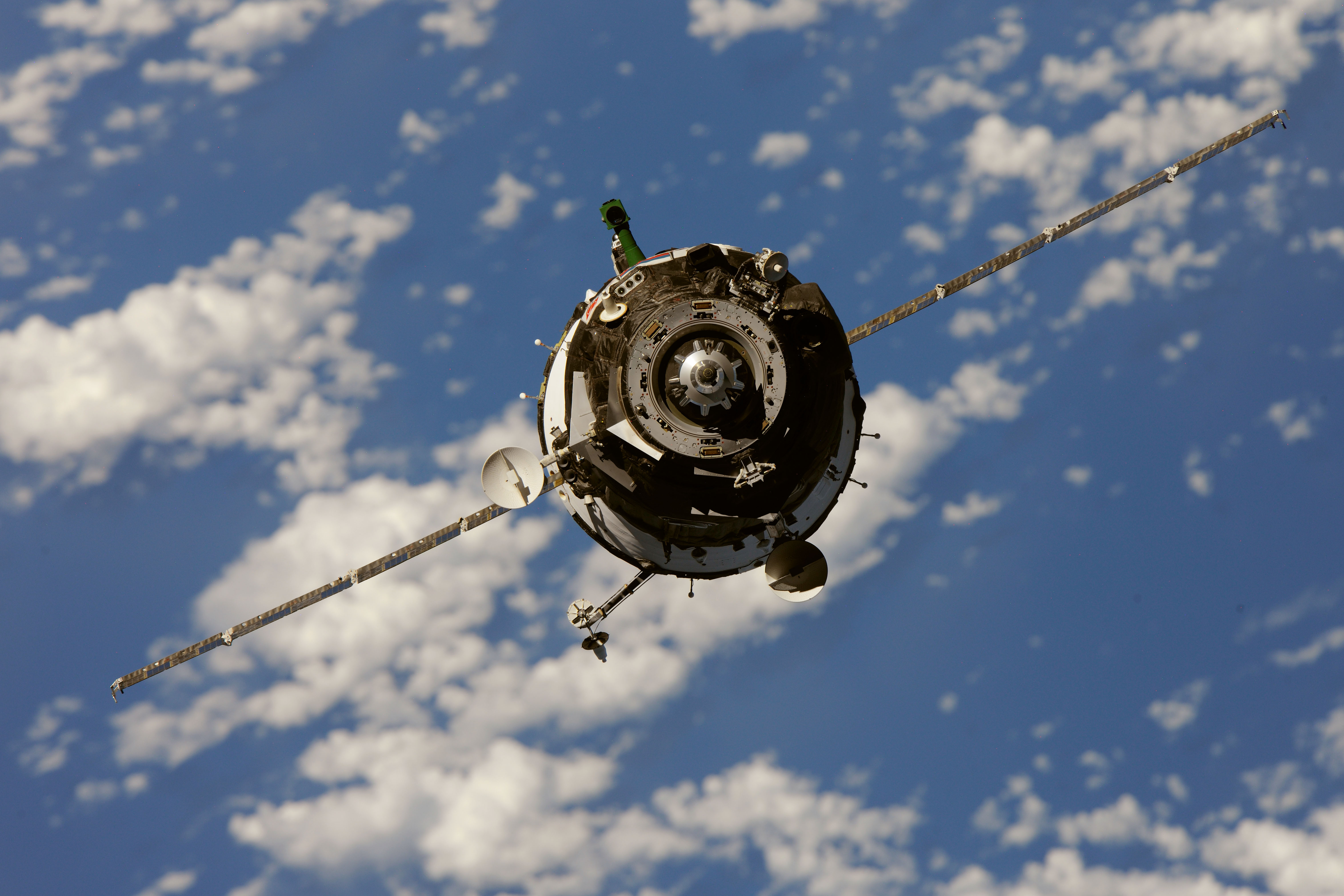
A Soyuz TMA-01M, primeiro exemplar da nova série a ir ao espaço, vista da ISS.

A nova série TMA-M foi desenvolvida e construída pela RKK Energia, a empresa espacial estatal russa, na primeira década do século XXI, como uma modernização da base da Soyuz TMA. Um total de 36 peças obsoletas, foram substituídas por apenas 19 de última geração e a massa total da nave foi reduzida em 70 quilos. Em particular, o antigo sistema operacional de controle analógico 'Aragon', usado pelas Soyuz por mais de trinta anos, foi substituído por um novo sistema de computadores digitais a bordo, o TsVM-101, e o consumo de energia também foi reduzido em todos os setores da espaçonave. Mudanças também foram feitas na estrutura da nave e nos painéis de instrumentos, com ligas de alumínio no lugar das antigas de magnésio, que permitem uma fabricação mais fácil e barata.
A nova nave permitirá aos engenheiros do programa espacial testar novos equipamentos, que serão usados na próxima geração de naves espaciais tripuladas russas, já em desenvolvimento. 
O astronauta norte-americano Scott Kelly, primeiro estrangeiro a voar nessas naves, em 2010, elogiou o desempenho da espaçonave, afirmando que ela permite um voo mais fácil e com menos intensidade de operações de controle e navegação a bordo.  Dois voos de testes, as missões Soyuz TMA-01M em 2010 e Soyuz TMA-02M em 2011, foram realizados com sucesso. Um terceiro, Soyuz TMA-03M, foi usado para voo de qualificação espacial. Desde então a nave encontrava-se totalmente operacional e face à ausência de espaçonaves norte-americanas em atividade desde a aposentadoria dos ônibus espaciais, é era o único veículo a transportar astronautas entre a Terra e a Estação Espacial Internacional e vice versa até a entrada da Soyuz MS.